# Копонангер
Копона́нгер (рос. Копонангер, марій. Копонэҥер) — присілок у складі Гірськомарійського району Марій Ел, Росія. Входить до складу Усолинського сільського поселення.

## Населення
Населення — 24 особи (2010; 40 у 2002).
Національний склад (станом на 2002 рік):
- марі — 92 %